# سامويل لوركا
سامويل لوركا (بالإسبانية: Samuel Llorca)‏ (26 أبريل 1985 بأليكانتي في إسبانيا - ) هو لاعب كرة قدم إسباني في مركز الدفاع. لعب مع ديبورتيفو ألافيس وريال بلد الوليد وسلتا فيغو ونادي إلتشي ونادي إيركوليس ونادي إيركوليس ب ‏.

## روابط خارجية
- سامويل لوركا على موقع إي إس بي إن إف سي (الإنجليزية)
- سامويل لوركا على موقع قاعدة بيانات كرة القدم.إي يو (الإنجليزية)
- سامويل لوركا على موقع Soccerway.com (الإنجليزية)
- سامويل لوركا على موقع عالم كرة القدم.نت (الإنجليزية)
- سامويل لوركا على موقع AS.com (الإسبانية)